# Maria Milagros Ortells Gimeno
Maria Milagros Ortells Gimeno (ur. 29 listopada 1882 w Walencji, zm. 20 listopada 1936 w Picadero de Paterna) – hiszpańska kapucynka, męczennica i błogosławiona Kościoła katolickiego.

## Życiorys
Maria Milagros Ortells Gimeno była trzecim i ostatnim dzieckiem swoich rodziców. 9 października 1902 roku wstąpiła do klasztoru kapucynek, a potem rozpoczęła pracę jako pielęgniarka. Po wybuchu wojny domowej w Hiszpanii została aresztowana przez milicjantów, a następnie przewieziona do Picadero de Paterna, gdzie została stracona przez rozstrzelanie.
Beatyfikowana w grupie 233 męczenników 11 marca 2001 roku przez Jana Pawła II.